# Hemilamprops pectinatus
Hemilamprops pectinatus is een zeekommasoort uit de familie van de Lampropidae. De wetenschappelijke naam van de soort is voor het eerst geldig gepubliceerd in 1955 door Lomakina.